# 朧月夜
朧月夜（日语：／），是紫式部小說《源氏物語》的角色。又稱呼為六之君（六の君）、有明之君（有明の君）、尚侍君（日语：／）。

## 人物
名字來源於大江千里的和歌「不明復不闇，最是春夜朦朧月」（「照りもせず曇りもはてぬ春の夜の朧月夜にしく（似る）ものぞなき」）。是右大臣第六個女兒，其長姊即為弘徽殿太后，四姊則是頭中將的妻子。
弘徽殿女御本來屬意由朧月夜做東宮妃，讓她先住在宮中。沒想到在一個花宴後的夜裡，略有醉意的朧月夜與光源氏偶然發生了關係，從此兩人便私下時常來往。對於兩人的瞹眛關係，宮裏的眾多侍人其實早有所聞。右大臣在源氏正妻葵之上過世後，曾一度想把朧月夜嫁給源氏續弦，卻被弘徽殿太后強烈反對。後來朱雀帝即位，原先的尚侍退休，弘徽殿太后便安排朧月夜擔任尚侍一職。
朧月夜美豔開朗，入宮後得朱雀帝的寵愛，但她和源氏之間的私情仍未了結。有一次朧月夜因身體染恙而返回娘家右大臣邸休養，卻趁這機會和源氏夜夜幽會。某日晚上，雷雨交作，右大臣因關心女兒而到她房間，卻看到一條男人的腰帶，遂發現源氏和朧月夜仍有苟且之事。因為此事，源氏被放逐到須磨。
十多年後，退位的朱雀院有意出家，朧月夜本想跟從，卻不被允許，只好回到弘徽殿太后的舊宅二條院。源氏這時與朧月夜舊情復熾，私下來往了一陣子。然而朧月夜並不眷戀這段感情，最終還是選擇於一年後出家為尼，切斷與源氏的情緣。
一般認為，朧月夜是在《源氏物語》裡眾多女性之中，最熱情奔放且勇敢追求愛情的女子。